# 2. česká hokejová liga
2. česká hokejová liga (ofic. název: 2. hokejová liga České republiky) je třetí nejvyšší hokejová soutěž v České republice. Systém soutěže se každý rok mění, přičemž vítěz soutěže má právo postoupit do 1. ligy v závislosti na systému v tom kterém ročníku (přímý postup nebo baráž o postup), naopak nejhorší týmy sestupují do krajského přeboru.

## Vítězové
| Sezóna  | Vítězové                                                                                                   | Vítězové                                                                                                   | Vítězové                                                                                                   | Vítězové                                                                                                   | Vítězové                                                                                                   | Výsledek |
| ------- | --- | --- | --- | --- | --- | --- |
| 1993–94 | HC Jitex Písek                                                                                             | HC Jitex Písek                                                                                             | HC ZVVZ Milevsko                                                                                           | HC ZVVZ Milevsko                                                                                           | HC ZVVZ Milevsko                                                                                           | Písek porazil ve finále 2. ligy (hrané doma-venku) Milevsko celkovým skóre 6:3 a postoupil přímo do 1. ligy. Milevsko se účastnilo baráže o 1. ligu, ve které ale týmu HC VS VTJ Tábor podlehlo, a zůstalo tak ve 2. lize. |
| 1994–95 | HC Slavia Becherovka Karlovy Vary                                                                          | HC Liberec                                                                                                 | SK Horácká Slavia Třebíč                                                                                   | SK Horácká Slavia Třebíč                                                                                   | HC Meochema Přerov                                                                                         | Vzhledem k rozšíření extraligy postupovaly do baráže o 1. ligu dva týmy navíc. Baráž byla šestičlenná a první čtyři postupovali. Třebíč se umístila na 5. místě a nepostoupila, ostatní týmy postoupily.                   |
| 1995–96 | HC Příbram                                                                                                 | HC ZVVZ Milevsko                                                                                           | SK Horácká Slavia Třebíč                                                                                   | SK Horácká Slavia Třebíč                                                                                   | SK Karviná                                                                                                 | V baráži o 1. ligu postoupila pouze Karviná. |
| 1996–97 | SK Horácká Slavia Třebíč                                                                                   | SK Horácká Slavia Třebíč                                                                                   | HC Aptec Orli Znojmo                                                                                       | HC Aptec Orli Znojmo                                                                                       | HC Aptec Orli Znojmo                                                                                       | V baráži o 1. ligu oba týmy uspěly a postoupily. |
| 1997–98 | SK Kadaň                                                                                                   | SK Kadaň                                                                                                   | HC Papíroví Draci Šumperk                                                                                  | HC Papíroví Draci Šumperk                                                                                  | HC Papíroví Draci Šumperk                                                                                  | V baráži o 1. ligu postoupila pouze Kadaň. |
| 1998–99 | HC Slovan Ústí nad Labem                                                                                   | HC Slovan Ústí nad Labem                                                                                   | HC Papíroví Draci Šumperk                                                                                  | HC Papíroví Draci Šumperk                                                                                  | HC Papíroví Draci Šumperk                                                                                  | V baráži o 1. ligu postoupil pouze Šumperk. |
| 1999–00 | HC Slovan Ústí nad Labem                                                                                   | HC Slovan Ústí nad Labem                                                                                   | HC Ytong Brno                                                                                              | HC Ytong Brno                                                                                              | HC Ytong Brno                                                                                              | V baráži o 1. ligu postoupilo pouze Ústí nad Labem, ale nakonec postoupil i Ytong Brno, neboť koupil licenci na 1. ligu od Mělníka.                                                                                        |
| 2000–01 | SK HC Baník Most                                                                                           | HC Mladá Boleslav                                                                                          | HC Mladá Boleslav                                                                                          | TJ Nový Jičín                                                                                              | TJ Nový Jičín                                                                                              | V baráži o 1. ligu žádný z týmů neuspěl. |
| 2001–02 | HC Baník Most                                                                                              | HC Mladá Boleslav                                                                                          | HC Mladá Boleslav                                                                                          | HC Orlová                                                                                                  | HC Orlová                                                                                                  | V baráži o 1. ligu uspěla pouze Mladá Boleslav. |
| 2002–03 | SK HC Baník Most                                                                                           | HC Benátky nad Jizerou                                                                                     | HC Benátky nad Jizerou                                                                                     | HC Olomouc                                                                                                 | HC Olomouc                                                                                                 | V baráži o 1. ligu uspěla pouze Olomouc. |
| 2003–04 | SK HC Baník Most                                                                                           | KLH Vajgar Jindřichův Hradec                                                                               | KLH Vajgar Jindřichův Hradec                                                                               | HC Sareza Ostrava                                                                                          | HC Sareza Ostrava                                                                                          | V baráži o 1. ligu uspěla pouze Ostrava. |
| 2004–05 | KLH Vajgar Jindřichův Hradec                                                                               | HC Rebel Havlíčkův Brod                                                                                    | HC Rebel Havlíčkův Brod                                                                                    | HK Jestřábi Prostějov                                                                                      | HK Jestřábi Prostějov                                                                                      | V baráži o 1. ligu uspěl Jindřichův Hradec a Prostějov. |
| 2005–06 | IHC Písek                                                                                                  | HC Rebel Havlíčkův Brod                                                                                    | HC Rebel Havlíčkův Brod                                                                                    | HC Technika Brno                                                                                           | HC Technika Brno                                                                                           | V baráži o 1. ligu uspěl pouze Havlíčkův Brod. |
| 2006–07 | HC Baník Most                                                                                              | HC Vrchlabí                                                                                                | HC Vrchlabí                                                                                                | Hokej Šumperk 2003                                                                                         | Hokej Šumperk 2003                                                                                         | Všechny tři celky postoupily přímo do první ligy vzhledem k jejímu rozšíření na 16 celků. |
| 2007–08 | HC Benátky nad Jizerou                                                                                     | HC Chrudim                                                                                                 | HC Chrudim                                                                                                 | HC Technika Brno                                                                                           | HC Technika Brno                                                                                           | V kvalifikaci o 1. ligu uspěly týmy Chrudimi a Benátek. |
| 2008–09 | HC ZVVZ Milevsko                                                                                           | HC Tábor                                                                                                   | HC Tábor                                                                                                   | Hokej Šumperk 2003                                                                                         | Hokej Šumperk 2003                                                                                         | V kvalifikaci o 1. ligu uspěly týmy Tábora a Šumperka. |
| 2009–10 | HC Stadion Litoměřice                                                                                      | IHC KOMTERM Písek                                                                                          | IHC KOMTERM Písek                                                                                          | HC Bobři Valašské Meziříčí                                                                                 | HC Bobři Valašské Meziříčí                                                                                 | V kvalifikaci o 1. ligu uspěly týmy Litoměřice a Písek. |
| 2010–11 | HC Most | KLH Vajgar Jindřichův Hradec                                                                               | KLH Vajgar Jindřichův Hradec                                                                               | Salith Šumperk                                                                                             | Salith Šumperk                                                                                             | V baráži o 1. ligu uspěl Most a Šumperk. |
| 2011–12 | HC Klášterec nad Ohří                                                                                      | SHK Hodonín                                                                                                | SHK Hodonín                                                                                                | HC AZ Havířov 2010                                                                                         | HC AZ Havířov 2010                                                                                         | V baráži o 1. ligu žádný z týmů neuspěl. |
| 2012–13 | HC Tábor                                                                                                   | VSK Technika Brno                                                                                          | VSK Technika Brno                                                                                          | HC AZ Havířov 2010                                                                                         | HC AZ Havířov 2010                                                                                         | V baráži o 1. ligu uspěl pouze Havířov. |
| 2013–14 | HC Baník Sokolov                                                                                           | SC Kolín                                                                                                   | SC Kolín                                                                                                   | LHK Jestřábi Prostějov                                                                                     | LHK Jestřábi Prostějov                                                                                     | V baráži o 1. ligu uspěl pouze Prostějov. |
| 2014–15 | HC Baník Sokolov                                                                                           | HC Tábor                                                                                                   | HC Tábor                                                                                                   | HC Zubr Přerov                                                                                             | HC Zubr Přerov                                                                                             | V kvalifikaci o 1. ligu uspěl Přerov. |
| 2015–16 | HC Tábor                                                                                                   | HC Vlci Jablonec nad Nisou                                                                                 | HC Vlci Jablonec nad Nisou                                                                                 | HC Frýdek-Místek                                                                                           | HC Frýdek-Místek                                                                                           | V kvalifikaci o 1. ligu uspěl Frýdek-Místek. |
| 2016–17 | HC Vlci Jablonec nad Nisou                                                                                 | BK Havlíčkův Brod                                                                                          | BK Havlíčkův Brod                                                                                          | VHK ROBE Vsetín                                                                                            | VHK ROBE Vsetín                                                                                            | V kvalifikaci o 1. ligu uspěl Vsetín. |
| 2017–18 | BK Havlíčkův Brod                                                                                          | HC Vlci Jablonec nad Nisou                                                                                 | HC Vlci Jablonec nad Nisou                                                                                 | HC RT Torax Poruba                                                                                         | HC RT Torax Poruba                                                                                         | V kvalifikaci o 1. ligu uspěla Poruba. |
| 2018–19 | HC Baník Sokolov                                                                                           | HC Baník Sokolov                                                                                           | HC Baník Sokolov                                                                                           | HC Baník Sokolov                                                                                           | HC Baník Sokolov                                                                                           | Sokolov zvítězil v play off, přímý postup. |
| 2019–20 | HC Stadion Vrchlabí                                                                                        | SC Kolín                                                                                                   | SC Kolín                                                                                                   | Draci Šumperk                                                                                              | Draci Šumperk                                                                                              | Vítězové základní části postoupili do 1. ligy. |
| 2020–21 | Soutěž přerušena kvůli pandemii covidu-19 a následně ukončena bez vyhlášení postupujících a sestupujících. | Soutěž přerušena kvůli pandemii covidu-19 a následně ukončena bez vyhlášení postupujících a sestupujících. | Soutěž přerušena kvůli pandemii covidu-19 a následně ukončena bez vyhlášení postupujících a sestupujících. | Soutěž přerušena kvůli pandemii covidu-19 a následně ukončena bez vyhlášení postupujících a sestupujících. | Soutěž přerušena kvůli pandemii covidu-19 a následně ukončena bez vyhlášení postupujících a sestupujících. | Soutěž přerušena kvůli pandemii covidu-19 a následně ukončena bez vyhlášení postupujících a sestupujících. |
| 2021–22 | HC Tábor                                                                                                   | HC Tábor                                                                                                   | HC Tábor                                                                                                   | HC Tábor                                                                                                   | HC Tábor                                                                                                   | V baráži o 1. ligu Tábor neuspěl. |
| 2022–23 | HC LERAM Orli Znojmo                                                                                       | HC LERAM Orli Znojmo                                                                                       | HC LERAM Orli Znojmo                                                                                       | HC LERAM Orli Znojmo                                                                                       | HC LERAM Orli Znojmo                                                                                       | Znojmo zvítězilo v play off, přímý postup. |
| 2023–24 | Piráti Chomutov                                                                                            | Piráti Chomutov                                                                                            | Piráti Chomutov                                                                                            | Piráti Chomutov                                                                                            | Piráti Chomutov                                                                                            | Chomutov zvítězil v play-off, přímý postup. |
| 2024–25 | HC Tábor                                                                                                   | HC Tábor                                                                                                   | HC Tábor                                                                                                   | HC Tábor                                                                                                   | HC Tábor                                                                                                   | Tábor zvítězil v play-off, přímý postup. |
| 2025–26 | | | | | | |

Pozn. Postupující týmy jsou zvýrazněny tučně.